# Sarcostemma pearsonii
Sarcostemma pearsonii är en oleanderväxtart som beskrevs av Nicholas Edward Brown. Sarcostemma pearsonii ingår i släktet Sarcostemma och familjen oleanderväxter. Inga underarter finns listade i Catalogue of Life.